# 密苏里州各县列表
密蘇里州一共有114个县和一个獨立市。随着路易斯安那购地和路易斯安那州于1812年加入联邦，密苏里领地召开的第一次大会上将领地划分为5个县。随后的大多数县都是从这5个县中划分出来的。1836年，联邦政府通过普拉特购地（Platte Purchase）从美洲原住民部落购买了密西西比河东岸8156平方公里土地，这些土地就成了密苏里州的西北部地区，包括安德鲁县、艾奇逊县、布坎南县、霍尔特县、诺德韦县和普拉特县。
密苏里州县政府的级别处在市政府和州政府之间。主要负责维护道理、保障安全、起诉罪犯和征收赋税。这一级别政府所选举的官员包括警长、检察官和估税官。
密苏里州的大部分县都是以政治家命名的。比如其中的一个卡斯县最初以美国总统马丁·范布伦命名为范布伦县，然后又在1848年美国总统选举期间改名为卡斯县来支持范布伦在竞选中的民主党对手刘易斯·卡斯。其它的县则是以战争英雄、自然资源、探险家和曾经的美国领地来命名。
圣路易斯是一个独立市，不属于任何一个县。1876年，该市居民通过投票选举从圣路易斯县分裂出去。在整个美国，除了弗吉尼亚州以外，圣路易斯是仅有的三个独立市之一，另外两个分别是马里兰州的巴尔的摩和内华达州的卡森城。
所有人口统计数据来源于2020年美国人口普查。根据该普查数据，密苏里州共有615万4913位居民，于2010年美国人口普查的结果相比增加了2.8%，平均每个县有5万3521人。其中圣路易斯县以99万7187居于榜首，沃思县只有1983人排在最后。平均每个县的面积为1550平方公里，最大的德克萨斯县有3054平方公里，最小的圣路易斯市只有160平方公里。
以下表格会在每一个县的名称后面列出其联邦资料处理标准代码（简称FIPS代码），该代码是联邦政府用来区分各州和各县的唯一识别码。密苏里州的FIPS代码是29，结合任何一个县的代码则为“29XXX”。所有的FIPS代码将链接至该县最近的一次人口普查数据。

## 各县列表
| 县             | FIPS代码 | 县治            | 成立 | 来源                                               | 辞源 | 人口    | 面积                            | 地图                           |
| -------------- | -------- | --------------- | ---- | -------------------------------------------------- | --- | ------- | ------------------------------- | ------------------------------ |
| 亚代尔县       | 001      | 柯克斯维尔      | 1841 | 梅肯县                                             | 第7任肯塔基州州长约翰·亚岱尔 | 25,185  | 1471平方公里                    | 標示出亚代尔县位置的地圖       |
| 安德鲁县       | 003      | 萨凡纳          | 1841 | 普拉特购地                                         | 安德鲁·杰克逊·戴维斯（Andrew Jackson Davis），唯灵论者，定居圣路易斯的传教士                                                                                                   | 18,002  | 1127平方公里                    | 標示出安德鲁县位置的地圖       |
| 艾奇逊县       | 005      | 罗克波特        | 1843 | 霍尔特县和普拉特购地                               | 密苏里州民主党联邦参议员 戴维·赖斯·艾奇逊 | 5,234   | 1412平方公里                    | 標示出艾奇逊县位置的地圖       |
| 奥德雷恩县     | 007      | 墨西哥          | 1831 | 卡勒韦县、门罗县和罗尔斯县                         | 詹姆斯·H·奥德雷恩，1812年战争上校，密苏里州议员 | 24,982  | 1795平方公里                    | 標示出奥德雷恩县位置的地圖     |
| 巴里县         | 009      | 卡斯维尔        | 1835 | 格林县                                             | 威廉·T·巴里，法学家、美国邮政署署长 | 34,712  | 2018平方公里                    | 標示出巴里县位置的地圖         |
| 巴顿县         | 011      | 拉马尔          | 1855 | 杰斯帕县                                           | 大卫·巴顿（David Barton），密苏里州最早的联邦参议员之一 | 11,658  | 1538平方公里                    | 標示出巴顿县位置的地圖         |
| 贝茨县         | 013      | 巴特勒          | 1841 | 卡斯县                                             | 第二任密苏里州长弗雷德里克·贝茨 | 16,105  | 2196平方公里                    | 標示出贝茨县位置的地圖         |
| 本顿县         | 015      | 华沙            | 1835 | 佩蒂斯县和格林县                                   | 密苏里州联邦参议员托马斯·哈特·本顿 | 19,908  | 1826平方公里                    | 標示出本顿县位置的地圖         |
| 波林格县       | 017      | 马伯希尔        | 1851 | 开普吉拉多县、麦迪逊、斯托达德县和韦恩县           | 乔治·弗雷德里克·波林格，州内早期居民 | 10,556  | 1608平方公里                    | 標示出波林格县位置的地圖       |
| 布恩县         | 019      | 哥伦比亚市      | 1821 | 霍华德县                                           | 丹尼尔·布恩，拓荒者、探险家和猎人 | 185,840 | 1774平方公里                    | 標示出布恩县位置的地圖         |
| 布坎南县       | 021      | 圣约瑟夫        | 1838 | 普拉特购地                                         | 第15任美国总统詹姆斯·布坎南 | 83,853  | 1062平方公里                    | 標示出布坎南县位置的地圖       |
| 巴特勒县       | 023      | 波普拉布拉夫    | 1849 | 韦恩县                                             | 联邦众议员威廉·O·巴特勒 | 42,101  | 1808平方公里                    | 標示出巴特勒县位置的地圖       |
| 考德威尔县     | 025      | 金斯顿          | 1836 | 雷县                                               | 不确定，可能是一位名叫约翰·考德威尔（John Caldwell）的印第安哨兵，或是同样叫这个名字的肯塔基州副州长，或德克萨斯独立宣言的签置人之一马修·考德威尔（Mathew Caldwell）                   | 8,897   | 1111平方公里                    | 標示出考德威尔县位置的地圖     |
| 卡勒韦县       | 027      | 富尔顿          | 1821 | 布恩县、霍华德县和蒙哥马利县                       | 詹姆斯·卡勒韦（James Callaway），1812年战争士兵，丹尼尔·布恩的孙子 | 44,638  | 2183平方公里                    | 標示出卡勒韦县位置的地圖       |
| 康登县         | 029      | 康登顿          | 1841 | 本顿县、摩根县和普瓦斯基县                         | 查尔斯·普拉特，第一世康登伯爵，英格兰法学家、法官、辉格党政治家，公民自由的倡导者                                                                          | 43,436  | 1696平方公里                    | 標示出康登县位置的地圖         |
| 开普吉拉多县   | 031      | 杰克逊          | 1812 | 最早的五县之一                                     | 吉拉尔多先生，法国军官，这一地区的早期探险家 | 82,113  | 1500平方公里                    | 標示出开普吉拉多县位置的地圖   |
| 卡罗尔县       | 033      | 卡罗尔顿        | 1833 | 雷县                                               | 查尔斯·卡罗尔，大陆会议代表，马里兰州联邦参议员 | 8,376   | 1800平方公里                    | 標示出卡罗尔县位置的地圖       |
| 卡特县         | 035      | 范布伦          | 1859 | 俄勒冈县、雷诺兹县、里普利县和香农县               | 早期定居者金利·卡特（Zimri Carter） | 5,320   | 1316平方公里                    | 標示出卡特县位置的地圖         |
| 卡斯县         | 037      | 哈里森维尔      | 1833 | 杰克逊县                                           | 密歇根州联邦参议员刘易斯·卡斯 | 109,638 | 1810平方公里                    | 標示出卡斯县位置的地圖         |
| 锡达县         | 039      | 斯托克顿        | 1845 | 戴德县和圣克莱尔县                                 | 以丰富的美国红香杉（Eastern Red Cedar）命名 | 14,496  | 1233平方公里                    | 標示出锡达县位置的地圖         |
| 沙里顿县       | 041      | 基特维尔        | 1821 | 霍华德县                                           | 同名河流，是密苏里河的支流 | 7,356   | 1958平方公里                    | 標示出沙里顿县位置的地圖       |
| 克里斯蒂安县   | 043      | 奥扎克          | 1859 | 格林县、托尼县和韦伯斯特县                         | 美国独立战争上校威廉·克里斯蒂安（William Christian） | 91,499  | 1458平方公里                    | 標示出克里斯蒂安县位置的地圖   |
| 克拉克县       | 045      | 卡霍卡          | 1836 | 刘易斯县                                           | 威廉·克拉克，探险家，士兵，领地总督 | 6,736   | 1313平方公里                    | 標示出克拉克县位置的地圖       |
| 克莱县         | 047      | 自由城          | 1822 | 雷县                                               | 来自肯塔基州的联邦参议员和演说家亨利·克莱 | 255,518 | 1026平方公里                    | 標示出克莱县位置的地圖         |
| 克林顿县       | 049      | 普拉茨堡        | 1833 | 克莱县                                             | 乔治·克林顿、纽约州州长，军人，被认为是美国开国元勋之一 | 21,287  | 1085平方公里                    | 標示出克林顿县位置的地圖       |
| 科尔县         | 051      | 杰斐逊城        | 1820 | 库珀县                                             | 史蒂芬·科尔（Stephen Cole），开拓定居者 | 77,205  | 1015平方公里                    | 標示出科尔县位置的地圖         |
| 库珀县         | 053      | 布恩维尔        | 1818 | 霍华德县                                           | 沙舍尔·本杰明·库珀（Sarshel Benjamin Cooper），开拓定居者 | 17,115  | 1463平方公里                    | 標示出库珀县位置的地圖         |
| 克劳福德县     | 055      | 斯蒂尔维尔      | 1829 | 加斯科内德县                                       | 威廉·H·克劳福德，乔治亚州联邦参议员，美国财政部长、法官 | 22,807  | 1924平方公里                    | 標示出克劳福德县位置的地圖     |
| 戴德县         | 057      | 格林菲尔德      | 1841 | 巴里县和波尔克县                                   | 第二次塞米诺尔战争美国陆军第4步兵团弗朗西斯·L·戴德（Francis L. Dade）少校                                                                                                 | 7,599   | 1269平方公里                    | 標示出戴德县位置的地圖         |
| 达拉斯县       | 059      | 布法罗          | 1841 | 波尔克县                                           | 美国副总统乔治·M·达拉斯 | 17,341  | 1404平方公里                    | 標示出达拉斯县位置的地圖       |
| 戴维斯县       | 061      | 加勒廷          | 1836 | 雷县                                               | 约瑟夫·汉密尔顿·戴维斯（Joseph Hamilton Daviess），印第安纳州龙骑兵指挥官 | 8,399   | 1469平方公里                    | 標示出戴维斯县位置的地圖       |
| 迪卡尔布县     | 063      | 梅斯维尔        | 1843 | 克林顿县                                           | 约翰·迪卡尔布（Johann de Kalb），美国独立战争大陆军少将 | 11,098  | 1098平方公里                    | 標示出迪卡尔布县位置的地圖     |
| 登特县         | 065      | 塞勒姆          | 1851 | 克劳福德县和香农县                                 | 詹姆斯·登特（James Dent），开拓定居者 | 14,432  | 1953平方公里                    | 標示出登特县位置的地圖         |
| 道格拉斯县     | 067      | 阿瓦            | 1857 | 奥札克县                                           | 史蒂芬·A·道格拉斯（Stephen A. Douglas），伊利诺伊州联邦参议员，1860年美国总统选举民主党总统候选人                                                                            | 11,732  | 2111平方公里                    | 標示出道格拉斯县位置的地圖     |
| 邓克林县       | 069      | 肯尼特          | 1843 | 斯托达德县                                         | 丹尼尔·邓克林（Daniel Dunklin），第五任密苏里州州长 | 27,717  | 1414平方公里                    | 標示出邓克林县位置的地圖       |
| 富兰克林县     | 071      | 尤宁            | 1818 | 圣路易斯县                                         | 美国开国元勋本杰明·富兰克林 | 105,231 | 2388平方公里                    | 標示出富兰克林县位置的地圖     |
| 加斯科内德县   | 073      | 赫曼            | 1821 | 富兰克林县                                         | 同名河流，密苏里河的一条支流 | 14,791  | 1347平方公里                    | 標示出加斯科内德县位置的地圖   |
| 金特里县       | 075      | 奥尔巴尼        | 1841 | 克林顿县                                           | 理查德·金特里（Richard Gentry），塞米诺尔战争中杰出的美军上校 | 6,173   | 1274平方公里                    | 標示出金特里县位置的地圖       |
| 格林县         | 077      | 斯普林菲尔德    | 1833 | 克劳福德县和韦恩县                                 | 美国独立战争大陆军少将内森纳尔·格林（Nathanael Greene） | 300,865 | 1748平方公里                    | 標示出格林县位置的地圖         |
| 格兰迪县       | 079      | 托伦顿          | 1839 | 利文斯顿县                                         | 费利克斯·格伦迪，田纳西州联邦众议员和参议员，第13任美国司法部长                                                                                            | 9,720   | 1129平方公里                    | 標示出格兰迪县位置的地圖       |
| 哈里森县       | 081      | 贝瑟尼          | 1843 | 戴维斯县                                           | 密苏里州联邦众议员艾伯特·G·哈里森（Albert G. Harrison） | 8,164   | 1878平方公里                    | 標示出哈里森县位置的地圖       |
| 亨利县         | 083      | 克林顿          | 1834 | 拉法叶县                                           | 弗吉尼亚州州长，美国革命领导人帕特里克·亨利 | 22,206  | 1818平方公里                    | 標示出亨利县位置的地圖         |
| 希科里县       | 085      | 赫米蒂奇        | 1845 | 本顿县和波尔克县                                   | 第7任美国总统安德鲁·杰克逊服兵役期间的昵称 | 8,607   | 1033平方公里                    | 標示出希科里县位置的地圖       |
| 霍尔特县       | 087      | 俄勒冈          | 1841 | 普拉特购地                                         | 密苏里州议员大卫·莱斯·霍尔特 | 4,226   | 1197平方公里                    | 標示出霍尔特县位置的地圖       |
| 霍华德县       | 089      | 费耶特          | 1816 | 圣查尔斯县和圣路易斯县                             | 本杰明·霍华德（Benjamin Howard），肯塔基州联邦众议员，密苏里领地总督，1812年战争准将                                                                                      | 10,168  | 1207平方公里                    | 標示出霍华德县位置的地圖       |
| 豪厄尔县       | 091      | 西普莱恩斯      | 1857 | 俄勒冈县                                           | 不确定，可能是开拓定居者乔赛亚·豪厄尔（Josiah Howell） | 39,975  | 2404平方公里                    | 標示出豪厄尔县位置的地圖       |
| 艾昂县         | 093      | 艾昂顿          | 1857 | 麦迪逊县、雷诺兹县、圣弗朗索瓦县、华盛顿县和韦恩县 | 当有丰富的铁矿，县名与铁的英文均为“Iron” | 9,408   | 1427平方公里                    | 標示出艾昂县位置的地圖         |
| 杰克逊县       | 095      | 堪萨斯城 独立城 | 1826 | 拉法叶县                                           | 美国总统安德鲁·杰克逊 | 716,862 | 1567平方公里                    | 標示出杰克逊县位置的地圖       |
| 杰斯帕县       | 097      | 迦太基          | 1841 | 巴里县                                             | 威廉·杰斯帕（William Jasper），美国独立战争士兵 | 123,155 | 1658平方公里                    | 標示出杰斯帕县位置的地圖       |
| 杰佛逊县       | 099      | 希尔斯伯勒      | 1818 | 圣路易斯县和圣热讷维耶沃县                         | 美国总统托马斯·杰佛逊 | 227,771 | 1702平方公里                    | 標示出杰佛逊县位置的地圖       |
| 约翰逊县       | 101      | 沃伦斯堡        | 1834 | 拉法叶县                                           | 美国副总统理查德·门特·约翰逊 | 54,150  | 2152平方公里                    | 標示出约翰逊县位置的地圖       |
| 诺克斯县       | 103      | 伊代纳          | 1843 | 苏格兰县                                           | 亨利·诺克斯，首任美国战争部长，大陆军火炮统领 | 3,808   | 1311平方公里                    | 標示出诺克斯县位置的地圖       |
| 拉克利德县     | 105      | 莱巴嫩          | 1849 | 康登县、普瓦斯基县和赖特县                         | 皮埃尔·拉克利备（Pierre Laclede），圣路易斯的创立者 | 36,133  | 1984平方公里                    | 標示出拉克利德县位置的地圖     |
| 拉法叶县       | 107      | 列克星敦        | 1821 | 库珀县                                             | 拉法耶特侯爵，法国军官，美国独立战争将军 | 32,817  | 1629平方公里                    | 標示出拉法叶县位置的地圖       |
| 劳伦斯县       | 109      | 芒特弗农        | 1843 | 巴里县和戴德县                                     | 美国海军军官詹姆斯·劳伦斯（James Lawrence） | 38,321  | 1588平方公里                    | 標示出劳伦斯县位置的地圖       |
| 劉易斯縣       | 111      | 蒙蒂塞洛        | 1833 | 馬里昂縣                                           | 梅里韦瑟·刘易斯 （1774–1809），路易斯安那領地探索者及總督                                                                                                  | 10,000  | 505平方英里 （1,308平方公里）   | 標示出劉易斯縣位置的地圖       |
| 林肯縣         | 113      | 特洛伊          | 1818 | 圣查尔斯县                                         | 存在争议。第一种说法是得名于密苏里州立法机构成员克里斯托弗·克拉克的出生地，即肯塔基州的林肯县。第二种说法认为该县得名于美国独立战争时期的将领本杰明·林肯。 | 61,586  | 630平方英里 （1,632平方公里）   | 標示出林肯縣位置的地圖         |
| 林縣           | 115      | 林纽斯          | 1837 | 沙里顿县                                           | 刘易斯·菲尔兹·林恩（1796–1843），密苏里州国会参议员，隶属于杰克逊民主党                                                                                    | 11,843  | 620平方英里 （1,606平方公里）   | 標示出林縣位置的地圖           |
| 利文斯頓縣     | 117      | 奇利科西        | 1837 | 卡洛尔县                                           | 爱德华·利文斯顿 (1764–1836)美国著名的法学家和政治家，影响了1825年《路易斯安那民法典》的起草工作。该法典很大程度上基于《拿破仑法典》。                      | 14,755  | 535平方英里 （1,386平方公里）   | 標示出利文斯頓縣位置的地圖     |
| 麦克唐纳县     | 119      | 派恩维          | 1847 | 牛顿县                                             | 亚历山大·麦克唐纳，美国独立战争时的军人 | 23,383  | 540平方英里 （1,399平方公里）   | 標示出麦克唐纳县位置的地圖     |
| 梅肯縣         | 121      | 梅肯            | 1837 | 沙里顿县和兰道夫县                                 | 纳撒尼尔·梅肯（1758–1837），于1791至1815年间担任联邦众议员，并曾短暂参加过美国独立战争                                                                     | 15,183  | 804平方英里 （2,082平方公里）   | 標示出梅肯縣位置的地圖         |
| 麥迪遜縣       | 123      | 菲德里镇        | 1818 | 开普吉拉多县和圣热讷维耶沃县                       | 詹姆斯·麦迪逊（1751–1836），美国政治家、开国元勋、第四任总统。                                                                                             | 12,652  | 497平方英里 （1,287平方公里）   | 標示出麥迪遜縣位置的地圖       |
| 瑪麗縣         | 125      | 维也纳          | 1855 | 欧塞奇县和普瓦斯基县                               | 玛丽斯河，可能是法语单词“marais”的变体，意思为“沼泽” | 8,406   | 528平方英里 （1,368平方公里）   | 標示出瑪麗縣位置的地圖         |
| 馬里昂縣       | 127      | 帕尔迈拉        | 1826 | 罗尔斯县                                           | 法兰西斯·马里昂（1732–1795），美国独立战争时期将领 | 28,518  | 438平方英里 （1,134平方公里）   | 標示出馬里昂縣位置的地圖       |
| 默瑟縣         | 129      | 普林斯顿        | 1845 | 格兰迪县                                           | 约翰·弗朗西斯·默瑟（1759–1821）美国律师，种植园主，马里兰州州长                                                                                            | 3,488   | 454平方英里 （1,176平方公里）   | 標示出默瑟縣位置的地圖         |
| 米勒縣         | 131      | 塔斯坎比亚      | 1837 | 科尔县和普瓦斯基县                                 | 约翰·米勒（1781–1846），美国政治家及出版商，为密苏里州第四任州长，还曾担任该州的联邦众议员                                                                 | 24,909  | 592平方英里 （1,533平方公里）   | 標示出米勒縣位置的地圖         |
| 密西西比縣     | 133      | 查尔斯顿        | 1842 | 斯科特县                                           | 密西西比河，美国第二长的河流，同时也是密苏里州的东部边界                                                                                                   | 12,538  | 413平方英里 （1,070平方公里）   | 標示出密西西比縣位置的地圖     |
| 莫尼托縣       | 135      | 加利福尼亚      | 1845 | 科尔县和摩根县                                     | 莫尼托溪，其中莫尼托一词在阿尔衮琴语中的意思为“伟大的精神”                                                                                                 | 15,484  | 417平方英里 （1,080平方公里）   | 標示出莫尼托縣位置的地圖       |
| 門羅縣         | 137      | 巴黎            | 1831 | 罗尔斯县                                           | 詹姆斯·门罗（1758–1831），第五任美国总统，密苏里妥协的起草者                                                                                               | 8,712   | 646平方英里 （1,673平方公里）   | 標示出門羅縣位置的地圖         |
| 蒙哥馬利縣     | 139      | 蒙哥马利城      | 1818 | 圣查尔斯县                                         | 理查德·蒙哥马利（1738–1775），爱尔兰裔英国军官，在美国独立战争初期于大陆军出任将军，于1775年战死身亡                                                       | 11,415  | 539平方英里 （1,396平方公里）   | 標示出蒙哥馬利縣位置的地圖     |
| 摩根縣         | 141      | 凡尔赛          | 1833 | 库珀县                                             | 丹尼尔·摩根（1736–1802），美国军人，来自维吉尼亚州的联邦众议员                                                                                             | 21,379  | 598平方英里 （1,549平方公里）   | 標示出摩根縣位置的地圖         |
| 新馬德里縣     | 143      | 新马德里        | 1812 | 最早的五县之一                                     | 西班牙首都马德里 | 16,035  | 678平方英里 （1,756平方公里）   | 標示出新馬德里縣位置的地圖     |
| 牛頓縣         | 145      | 尼欧肖          | 1838 | 巴里县                                             | 約翰·牛頓（1755–1780），美国独立战争时期的传奇士兵 | 59,386  | 626平方英里 （1,621平方公里）   | 標示出牛頓縣位置的地圖         |
| 諾德韋縣       | 147      | 玛丽维尔        | 1843 | 安德鲁县和普拉特购地                               | 諾德韋河，一条120-英里（190-），流经爱荷华州西南部和密苏里州西北部的长河                                                                                   | 21,160  | 877平方英里 （2,271平方公里）   | 標示出諾德韋縣位置的地圖       |
| 俄勒岡縣       | 149      | 奥尔顿          | 1841 | 里普利县                                           | 俄勒冈领地 | 8,631   | 792平方英里 （2,051平方公里）   | 標示出俄勒岡縣位置的地圖       |
| 歐塞奇縣       | 151      | 林恩            | 1841 | 加斯科内德县                                       | 欧塞奇河，一条360英里（580）长的河流，属于密苏里河的支流，名称可能源自于美洲土著部落                                                                       | 13,379  | 606平方英里 （1,570平方公里）   | 標示出歐塞奇縣位置的地圖       |
| 欧扎克县       | 153      | 盖恩斯维尔      | 1841 | 托尼县                                             | 欧扎克山，奥扎克一词源自于法语“aux arcs”，为“Aux Arkansas”一词的缩写，意思是“在阿肯色的县中”                                                               | 15,236  | 747平方英里 （1,935平方公里）   | 標示出欧扎克县位置的地圖       |
| 佩米斯科特縣   | 155      | 卡拉瑟斯维尔    | 1851 | 新马德里县                                         | An 在美洲原住民的语言中意思是“液体泥浆” | 18,922  | 493平方英里 （1,277平方公里）   | 標示出佩米斯科特縣位置的地圖   |
| 佩里縣         | 157      | 治佩里维尔      | 1821 | 圣热讷维耶沃县                                     | 奥利弗·哈泽德·佩里（1785–1819），1812年战争时期的海军军官，在伊利湖战役中击败英国                                                                          | 18,922  | 475平方英里 （1,230平方公里）   | 標示出佩里縣位置的地圖         |
| 佩蒂斯縣       | 159      | 锡代利亚        | 1833 | 库珀县和萨林县                                     | 斯宾塞·佩蒂斯（1802–1831），来自密苏里州的联邦众议员 | 43,188  | 685平方英里 （1,774平方公里）   | 標示出佩蒂斯縣位置的地圖       |
| 費爾普斯縣     | 161      | 罗拉            | 1857 | 克劳福德县                                         | 约翰·史密斯·费尔普斯（1814–1886），南北战争时期士兵，密苏里州联邦众议员及州长                                                                              | 44,937  | 673平方英里 （1,743平方公里）   | 標示出費爾普斯縣位置的地圖     |
| 派克縣         | 163      | 鲍林格林        | 1818 | 圣查尔斯县                                         | 纪伯伦·蒙哥马里·派克（1778–1813），美国探险家，科罗拉多州的派克峰也以此人命名                                                                              | 17,761  | 673平方英里 （1,743平方公里）   | 標示出派克縣位置的地圖         |
| 普拉特縣       | 165      | 普拉特城        | 1838 | 普拉特购地的一部分                                 | 普拉特河，密苏里河的支流，其中“普拉特”一词在法语中意为平或浅                                                                                               | 108,569 | 420平方英里 （1,088平方公里）   | 標示出普拉特縣位置的地圖       |
| 波爾克縣       | 167      | 波利瓦尔        | 1835 | 格林县                                             | 詹姆斯·K·波尔克 （1795-1849），美国第十一任总统 （1845-1849）                                                                                              | 32,043  | 637平方英里 （1,650平方公里）   | 標示出波爾克縣位置的地圖       |
| 普瓦斯基縣     | 169      | 威恩斯维        | 1833 | 克劳福德县                                         | 卡齐米日·普瓦斯基 （1745-1779），来自波兰的美国独立战争上将，于萨凡纳围城战中阵亡                                                                          | 53,816  | 547平方英里 （1,417平方公里）   | 標示出普瓦斯基縣位置的地圖     |
| 普特南縣       | 171      | 犹尼昂维        | 1843 | 亚代尔县和沙利文县                                 | 以色列·普特南上将 （1718－1790），美国独立战争英雄 | 4,712   | 518平方英里 （1,342平方公里）   | 標示出普特南縣位置的地圖       |
| 羅爾斯縣       | 173      | 新伦敦          | 1821 | Pike County                                        | 丹尼尔·罗尔斯，密苏里州州议员 | 10,361  | 471平方英里 （1,220平方公里）   | 標示出羅爾斯縣位置的地圖       |
| 蘭道夫縣       | 175      | 亨茨维尔        | 1829 | 沙里顿县和罗尔斯县                                 | 弗吉尼亚州联邦参议员约翰·兰道夫（John Randolph） | 24,760  | 482平方英里 （1,248平方公里）   | 標示出蘭道夫縣位置的地圖       |
| 雷縣           | 177      | 里奇蒙          | 1820 | 霍华德县                                           | 约翰·雷，密苏里州州议员 | 23,008  | 570平方英里 （1,476平方公里）   | 標示出雷縣位置的地圖           |
| 雷諾茲縣       | 179      | 申特维尔        | 1845 | 香农县                                             | 汤玛斯·雷诺兹（1796–1844）于1840至1844年间担任密苏里州州长。                                                                                               | 6,087   | 811平方英里 （2,100平方公里）   | 標示出雷諾茲縣位置的地圖       |
| 里普利縣       | 181      | 多尼芬          | 1831 | 韦恩县                                             | 伊利札·惠洛克·里普利上將（1782－1839），1812年战争英雄 | 10,617  | 630平方英里 （1,632平方公里）   | 標示出里普利縣位置的地圖       |
| 聖查爾斯縣     | 183      | 聖查爾斯        | 1812 | 最早的五县之一                                     | 嘉禄·鲍荣茂（1538–1584）文艺复兴时期欧洲神学家及罗马天主教会枢机。                                                                                         | 409,981 | 561平方英里 （1,453平方公里）   | 標示出聖查爾斯縣位置的地圖     |
| 聖克萊爾縣     | 185      | 奥西欧拉        | 1841 | 亨利县                                             | 美国独立战争时期将领、俄亥俄准州州长阿瑟·圣克莱尔 | 9,376   | 677平方英里 （1,753平方公里）   | 標示出聖克萊爾縣位置的地圖     |
| 聖弗朗索瓦縣   | 187      | 法明顿          | 1821 | 杰佛逊县、圣热讷维耶沃县和华盛顿县                 | 圣方济各亚西西（c. 1182–1226），天主教圣人，方济各会（又称“小兄弟会”）的创办者                                                                             | 67,541  | 450平方英里 （1,165平方公里）   | 標示出聖弗朗索瓦縣位置的地圖   |
| 聖路易斯縣     | 189      | 克莱顿          | 1812 | 最早的五县之一                                     | 路易九世（1214–1270）自1226年至去世为卡佩王朝法兰西国王。                                                                                                  | 997,187 | 508平方英里 （1,316平方公里）   | 標示出聖路易斯縣位置的地圖     |
| 聖路易斯       | 510      | 圣路易斯        | 1876 | 于1876年分裂自圣路易斯县                           | 路易九世（1214–1270）自1226年至去世为卡佩王朝法兰西国王。                                                                                                  | 293,310 | 61.9平方英里 （160平方公里）    | 標示出聖路易斯位置的地圖       |
| 聖熱訥維耶沃縣 | 186      | 圣热讷维耶沃    | 1812 | 最早的五县之一                                     | 圣女热纳维耶芙（c. 420 – c. 510），法国巴黎的主保圣人 | 18,588  | 502平方英里 （1,300平方公里）   | 標示出聖熱訥維耶沃縣位置的地圖 |
| 薩林縣         | 195      | 马歇尔          | 1820 | 库珀县                                             | 当地的温泉 | 23,289  | 756平方英里 （1,958平方公里）   | 標示出薩林縣位置的地圖         |
| 斯凱勒縣       | 197      | 兰开斯特        | 1843 | 亚代尔县                                           | 菲力·斯凯勒（1733－1804），美国独立战争上将及来自纽约州的美国参议院议员 （1789－1791，1794－1795）                                                         | 4,025   | 308平方英里 （798平方公里）     | 標示出斯凱勒縣位置的地圖       |
| 蘇格蘭縣       | 199      | 孟斐斯          | 1841 | 克拉克县、劉易斯縣和谢尔比县                       | 苏格兰，英国的构成国之一 | 4,693   | 438平方英里 （1,134平方公里）   | 標示出蘇格蘭縣位置的地圖       |
| 斯科特縣       | 201      | 本顿            | 1822 | 新马德里县                                         | 约翰·斯科特（1819–1892），密苏里州第一位联邦众议员 | 37,840  | 421平方英里 （1,090平方公里）   | 標示出斯科特縣位置的地圖       |
| 香農縣         | 203      | 埃米嫩斯        | 1837 | 里普利县                                           | 乔治·香农 （1785–1836），刘易斯与克拉克远征成员之一 | 7,106   | 1,004平方英里 （2,600平方公里） | 標示出香農縣位置的地圖         |
| 謝爾比縣       | 205      | 谢尔比维尔      | 1835 | 马里昂县                                           | 伊萨克·谢尔比（1750–1826），肯塔基州第一、五任州长 | 5,976   | 501平方英里 （1,298平方公里）   | 標示出謝爾比縣位置的地圖       |
| 斯托達德縣     | 207      | 布鲁姆菲尔德    | 1835 | 新马德里县                                         | 阿莫斯·斯托达德（1762–1813），曾代表美国政府自法国和西班牙接收路易斯安那购地                                                                               | 28,479  | 827平方英里 （2,142平方公里）   | 標示出斯托達德縣位置的地圖     |
| 斯通縣         | 209      | 加利纳          | 1851 | 托尼县                                             | 威廉·斯通，托尼县第一位民选法官 | 31,548  | 463平方英里 （1,199平方公里）   | 標示出斯通縣位置的地圖         |
| 沙利文縣       | 211      | 米兰            | 1843 | 林县                                               | 约翰·沙利文，大陆军少将、联邦法官、第三和第五任新罕布什尔州长                                                                                              | 5,934   | 651平方英里 （1,686平方公里）   | 標示出沙利文縣位置的地圖       |
| 托尼縣         | 213      | 福赛斯          | 1837 | 格林县                                             | 罗杰·B·托尼（1777–1864），美国司法部长（1831年-1833年）、美国财政部长（1833年-1834年）以及最高法院的第五任美国首席大法官                                   | 56,387  | 632平方英里 （1,637平方公里）   | 標示出托尼縣位置的地圖         |
| 德克薩斯縣     | 215      | 休斯顿          | 1843 | 香农县和赖特县                                     | 得克萨斯共和国 | 24,987  | 1,179平方英里 （3,054平方公里） | 標示出德克薩斯縣位置的地圖     |
| 弗農縣         | 217      | 内华达          | 1851 | 贝茨县                                             | 迈尔斯·弗农（Miles Vernon），密苏里州州参议员 | 19,595  | 834平方英里 （2,160平方公里）   | 標示出弗農縣位置的地圖         |
| 沃倫縣         | 219      | 沃伦顿          | 1833 | 蒙哥马里县                                         | 约瑟夫·沃伦 （1741-1775），美国上将，在美国独立战争中阵亡                                                                                                  | 36,518  | 432平方英里 （1,119平方公里）   | 標示出沃倫縣位置的地圖         |
| 華盛頓縣       | 221      | 波托西          | 1813 | 圣热讷维耶沃县                                     | 美国国父，首任总统乔治·华盛顿 | 23,502  | 760平方英里 （1,968平方公里）   | 標示出華盛頓縣位置的地圖       |
| 韋恩縣         | 223      | 格林维尔        | 1818 | 开普吉拉多县和劳伦斯县                             | 安东尼·韦恩（1745–1796），美国将军和政治家 | 10,914  | 761平方英里 （1,971平方公里）   | 標示出韋恩縣位置的地圖         |
| 韋伯斯特縣     | 225      | 马什菲尔德      | 1855 | 格林县                                             | 丹尼尔·韦伯斯特（1782–1852），美国国务卿，马萨诸塞州联邦参议员                                                                                             | 39,735  | 593平方英里 （1,536平方公里）   | 標示出韋伯斯特縣位置的地圖     |
| 沃思縣         | 227      | 格兰特城        | 1861 | 金特里县                                           | 威廉·J·沃斯（1794–1849），美墨战争时期的美国将军 | 1,983   | 266平方英里 （689平方公里）     | 標示出沃思縣位置的地圖         |
| 賴特縣         | 229      | 哈特维尔        | 1841 | 普瓦斯基县                                         | 赛勒斯·赖特（1795–1847）美国民主党籍政治家，曾任纽约州州长                                                                                                 | 18,610  | 682平方英里 （1,766平方公里）   | 標示出賴特縣位置的地圖         |

## 已撤销县列表
| 县         | 词源                                                                                     | 变更                                                        |
| ---------- | ---------------------------------------------------------------------------------------- | ----------------------------------------------------------- |
| 艾伦县     | 未知                                                                                     | 于1845年变更为艾奇逊县                                      |
| 阿什利县   | 威廉·亨利·阿什利（1778–1838），早期定居者                                                | 于1845年正式组建时更名为德克萨斯县                          |
| 迪凯特县   | 史蒂芬·迪凯特（1779–1820），美国海军军官                                                 | 于1845年变更为欧扎克县                                      |
| 高地县     | 未知                                                                                     | 于1845年正式组建时更名为沙利文縣                            |
| 金德胡克县 | 纽约州金德胡克，马丁·范布伦的出生地                                                      | 于1843年变更为康登县                                        |
| 利拉德县   | 詹姆斯·利拉德，密苏里州立法机构成员                                                      | 于1825年变更为拉斐特县                                      |
| 年瓜县     | 年瓜河，欧塞奇河的分支，其中“年瓜”一词源于美洲土著语“nehemgar”，意为“有着很多源泉的河流” | 由于“年瓜”一词在英语中非常难发音，故于1844年更名为达拉斯县  |
| 塞尼卡县   | 塞尼卡人，一群来自纽约的美洲原住民                                                       | 于1847年正式组建时更名为麥克唐納縣                          |
| 范布伦县   | 马丁·范布伦 （1782-1862），第八任美国总统 （1837-1841）                                  | 于1849年更名为卡斯县，以庆祝范布伦的政敌刘易斯·卡斯选举成功 |